# Zadnja večerja (film)
Zadnja večerja je slovenska romantična komedija iz leta 2001 v režiji in po scenariju Vojka Anzeljca. Hugo in Tinček pobegneta iz norišnice s kamero in želita posneti film o junaku. Snemata na skrivaj in tako spoznata prostitutko Magdaleno, ki želi narediti samomor. Film je osvojil nagrado za najboljšo režijo (Vojko Anzeljc) na festivalu Wiesbaden goEast leta 2002 in posebno omembo na Mednarodnem filmskem festivalu v Sočiju leta 2001 ter nominacijo za nagrado žirije na Mednarodnem filmskem festivalu v São Paulu leta 2001 in Filmskem festivalu Tribeca leta 2002.

## Igralci
- Aleksandra Balmazović kot Magdalena
- Matjaž Javšnik kot Tinček
- Drago Milinović kot Hugo
- Petra Bauman kot dekle
- Janez Cankar kot prodajalec vrvi
- Jagoda Đorđević kot sestra
- Valter Dragan kot Žare
- Marica Globočnik kot babica
- Andrej Gorenc kot stražar
- Dejan Ilič kot izsiljevalec
- Mojca Jakopin kot dekle
- Anže Jorgacevski kot bolničar
- Mojca Kos kot dekle
- Branka Krivec kot farmacevt
- Jernej Kuntner kot moški v avtomobilu
- Damir Leventič kot moški
- Peter Napotnik kot bolničar
- Petra Pelemiš kot dekle
- Ciril Trček kot doktor
- Boštjan Troha kot voznik
- Vladimir Vlaskalič kot Redjepi - poštar Lado
- Ana Žan kot prodajalka sveč
- Maša Židanik kot ženska na stranišču